# Chiến dịch Cybersnare
Chiến dịch Cybersnare là một hoạt động của Cơ quan Mật vụ Hoa Kỳ nhắm vào các tin tặc máy tính diễn ra vào năm 1995.
Tháng 1 năm 1995, Cơ quan Mật vụ Hoa Kỳ đã bí mật thành lập một hệ thống bảng thông báo tại Quận Bergen, New Jersey. Đây là bẫy bắt tội phạm Internet bí mật đầu tiên dùng hệ thống bảng tin của quốc gia này. Với sự giúp đỡ của một người nằm vùng, họ đã quảng cáo bảng tin đó trên Internet với chủ đề là điện thoại di động nhân bản và hack máy tính nhằm mục đích thu hút các nhóm tin tặc rơi vào bẫy.
Vào tháng 9, 12 cuộc truy quét khắp cả nước đã bắt giữ được 6 tin tặc. Thông tin từ báo chí, những người bị bắt bao gồm:
- Richard Lacap, ở Katy, Texas, có bí danh là "Chillin" và Kevin Watkins, ở Houston, Texas, có bí danh là "Led". Lacap và Watkins bị cáo buộc vì tội âm mưu xâm nhập vào hệ thống máy tính của công ty Điện thoại di động Oregon.
- Jeremy Cushing, ở Huntington Beach, California, có bí danh là "Alpha Bits", bị buộc tội buôn bán thiết bị điện thoại di động nhân bản và thiết bị truy cập bị đánh cắp dùng để lập trình điện thoại di động.[5][6]
- Frank Natoli, ở Brooklyn, New York, có bí danh là "Mmind". Anh ta bị buộc tội buôn bán các thiết bị truy cập bị đánh cắp dùng để lập trình điện thoại di động.
- Al Bradford, ở Detroit, Michigan, có bí danh là "Cellfone", bị buộc tội buôn bán thiết bị truy cập trái phép dùng để lập trình điện thoại di động.
- Michael Clarkson, ở Brooklyn, New York, có bí danh là "Barcode", bị buộc tội tàng trữ và buôn bán phần cứng được sử dụng để truy cập trái phép vào các dịch vụ viễn thông.